# Orden Ejecutiva 13769

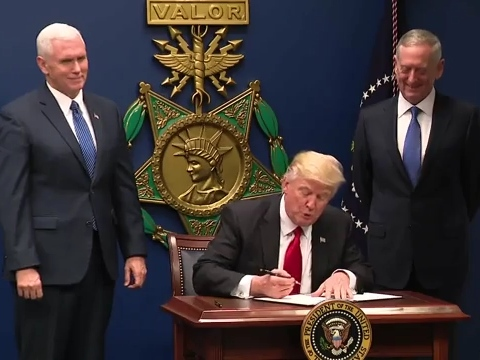
El presidente Trump firma la orden junto al vicepresidente Mike Pence y el secretario de Defensa James Mattis.

La Orden Ejecutiva 13769, titulada Protección de la Nación contra la Entrada de Terroristas Extranjeros en Estados Unidos, es una orden ejecutiva firmada el 27 de enero de 2017 por el presidente de los Estados Unidos Donald Trump, cuyo contenido limita fuertemente tanto el viaje como la inmigración de personas de varios países de Oriente Medio, suspendiendo el Programa de Admisión de Refugiados de los Estados Unidos (USRAP) durante 120 días, así como la entrada de personas de siete países de mayoría musulmana (Libia, Irán, Irak, Somalia, Sudán, Siria y Yemen), sin importar el estatus de visado o residencia permanente, durante 90 días.
La orden causó que por lo menos 27 viajeros que entraban a los Estados Unidos, el día 28 de enero de 2017, fueran detenidos o enviados a su lugar de origen, desde cuatro aeropuertos estadounidenses, y cientos fueron impedidos de abordar vuelos en los Estados Unidos. La orden provocó críticas internacionales, protestas en el Aeropuerto Internacional John F. Kennedy de Nueva York y en otros aeropuertos en otras partes del país, y una demanda de la Unión Estadounidense de Libertades Civiles (ACLU).
Tras una petición de la Unión Estadounidense por las Libertades Civiles (ACLU), el 28 de enero de 2017, una jueza federal de Nueva York permitió que las personas que habían tratado de ingresar con una visa válida a Estados Unidos y que fueron retenidas tras esta orden ejecutiva, pudieran permanecer en dicho país.

En granate, los países afectados por la orden ejecutiva 13769.

## Antecedentes
Donald Trump se convirtió en el presidente de los Estados Unidos el 20 de enero de 2017. Durante mucho tiempo ha argumentado, sin pruebas específicas, que un gran número de terroristas están utilizando el reasentamiento de refugiados de los Estados Unidos para entrar en el país. Durante su campaña electoral, Trump propuso "un cierre total y completo" de los musulmanes que ingresan a Estados Unidos. Esta propuesta fue resuelta por oposición por los políticos de los EE. UU. El entonces vicepresidente Mike Pence, que luego no fue seleccionado como candidato oficial de Trump, fue uno de los que se opusieron a la propuesta, calificándola de "ofensiva e inconstitucional". Después, notablemente después del Atentado de Orlando de 2016, Trump y su candidato a fiscal general, Jeff Sessions, han cambiado el foco a países específicos, más bien que el nombramiento explícito de la religión como la causa para este cambio en retórica. Sin embargo, ambos ciudadanos Sessions y Trump continuaron enfatizando la importancia de la religión al argumentar que las personas de algunas áreas seleccionadas deberían ser prohibidas. En la audiencia del Senado para confirmar el puesto a  Sessions, el Senador Hirono, preguntó Sessions sobre sus opiniones sobre la inmigración. Respuesta de Sessions (parcial): "un acercamiento preferible [a la investigación de inmigrantes] estaría basado en áreas donde tenemos un riesgo inusualmente alto de terroristas que entran".[cita requerida]
El presidente Trump ha dicho a la Christian Broadcasting Network (CBN) Se le dará prioridad en términos de la condición de refugiado en los Estados Unidos, después de alegar que los cristianos sirios fueron ignorados por su predecesor, Barack Obama.

## Detalles
Horas después del anuncio, la Casa Blanca dio a conocer los detalles de la orden ejecutiva:
- Suspensión del Programa de Admisión de Refugiados durante 120 días.
- Prohibición de la entrada de refugiados sirios hasta que se hagan "cambios significativos" que sean "acorde con el interés nacional".
- Suspensión durante 90 días de la entrada de ciudadanos de Irak, Siria y los países designados como "áreas de preocupación" (la prensa estadounidense señala que estos otros países podrían ser Irán, Sudán, Libia, Somalia y Yemen).
- Dar prioridad las futuras solicitudes de refugiados "con base en su persecución religiosa" si la persona es parte de una minoría religiosa en su país de origen.
- Suspensión inmediata del Programa de Exención de Entrevistas de Visados, que permite a los inmigrantes renovar sus visados sin acudir a una entrevista.
- Las medidas de Trump también contemplan que solo entren un máximo de 50 000 refugiados a EE. UU. en 2017, menos de la mitad del límite superior anterior.
- La orden dice además que todos los programas de inmigración deben incluir preguntas para "evaluar la probabilidad de que el solicitante se convierta en un miembro que contribuya positivamente a la sociedad".

## Afectaciones
Según ha informado a la prensa un portavoz del Departamento de Seguridad Nacional el permiso de residencia también conocido como Green Card no será válido si los inmigrantes proceden de uno de estos siete países vetados: Libia, Sudán, Somalia, Siria, Irak, Yemen e Irán.
El veto temporal a la entrada de ciudadanos de varios países de mayoría musulmana decretado por el presidente de EE. UU., Donald Trump, ha provocado el caos y la indignación en medio mundo, mientras numerosos viajeros veían bloqueado ya su acceso a territorio estadounidense. En Nueva York, más de una decena de personas fueron retenidas en el aeropuerto internacional JFK, incluidos dos ciudadanos iraquíes que habían obtenido visados especiales para trasladarse a EE. UU.

## Reacciones
La prohibición de viajar a Estados Unidos podría tener consecuencias inesperadas para el sector tecnológico en Estados Unidos. Google ha solicitado que aquellos miembros de su equipo originarios de los países afectados por la prohibición que se encuentren de viaje que regresen a Estados Unidos de inmediato. “Estamos molestos por el impacto de cualquier propuesta que pudiera imponer restricciones a los Googlers y sus familias, o que pudiera crear barreras para atraer talento a Estados Unidos”, señaló el presidente ejecutivo de la firma, Sundar Pichai, nacido en India.
Mark Zuckerberg, el creador de Facebook, mostró su preocupación por las órdenes ejecutivas firmadas por el presidente de Estados Unidos, Donald Trump, en materia migratoria, y recordó que ese país “es una nación de inmigrantes”.“Mis bisabuelos llegaron desde Alemania, Austria y Polonia. Los padres de Priscilla (su esposa) fueron refugiados provenientes de China y Vietnam. Estados Unidos es una nación de inmigrantes, y deberíamos estar orgullosos de ello”, escribió Zuckerberg en su perfil oficial de la red social. “Como muchos de ustedes, estoy preocupado por el impacto de las recientes órdenes ejecutivas firmadas por el presidente Trump”, aseguró el empresario.
Elon Musk se opuso públicamente a la orden en su Twitter asegurando que "no es la mejor forma de enfrentar los desafíos del país".
Asghar Farhadi, cineasta iraní nominado al Oscar y afectado por orden ejecutiva de Trump, no podrá asistir a los Premios Óscar y a otras presentaciones como el Festival de cine de Tribeca. Irán aplicará la reciprocidad y prohibirá el ingreso de estadounidenses durante tres meses, indicó este sábado el ministerio de Relaciones Exteriores en Teherán, horas después que Donald Trump anunció una medida similar afectando a ciudadanos de siete países. Amnistía Internacional condenó la decisión y advirtió que tendrá consecuencias potencialmente muy catastróficas, mientras que Human Rights Watch afirmó que la medida "servirá de poco para enfrentar el terrorismo y otras amenazas a la seguridad nacional".
Por su parte, la ONU hizo un llamado a Trump para que Estados Unidos siga protegiendo a los refugiados independientemente de su raza, nacionalidad o religión.
En Europa, el ministro de Exteriores de Francia, Jean-Marc Ayrault calificó la medida del nuevo mandatario como preocupante. "Recibir a los refugiados que huyen de la guerra y de la opresión es parte de nuestros deberes".
El primer ministro canadiense Justin Trudeau publicó en su Twitter que "aquellas personas que escapan de la persecución, la guerra y el terror son bienvenidas a Canadá sin importar su fe". La ministra principal de Escocia Nicola Sturgeon citó la publicación de Trudeau y dijo "[estas personas] son bienvenidas a Escocia también".
Su homólogo alemán, Sigmar Gabriel, apuntó que Estados Unidos y Europa comparten las ideas occidentales de libertad y democracia, que incluyen la protección de quienes huyen de la persecución y de la violencia. La controvertida orden ejecutiva de Trump, sin embargo, fue alabada por el presidente de la República Checa, Milos Zeman, cuyo portavoz dijo en Twitter: "El presidente Trump de Estados Unidos protege su país. Él está preocupado por la seguridad de sus ciudadanos. Justo lo que las élites de la Unión Europea no hacen". De igual modo, el líder de la extrema derecha holandés, Geert Wilders, felicitó a través de Twitter a Trump. "Bien hecho (...) esa es la única manera de permanecer seguros y libres. Espero que pronto añadas más países islámicos como Arabia Saudita", apuntó.
Un amplio número de galardonados del Premio Nobel, empresarios y legisladores condenaron las acciones ejecutivas migratorias del presidente Donald Trump, que calificaron como injustas, discriminatorias y lesivas al interés nacional.
La Academia de Hollywood remitió un comunicado donde tachó de "extremadamente alarmante" la orden ejecutiva firmada este viernes por el presidente de Estados Unidos, Donald Trump, que suspende temporalmente la concesión de visados a determinados países de mayoría musulmana.
La canciller de Alemania Angela Merkel criticó el veto de Donald Trump a la entrada a Estados Unidos de ciudadanos de países musulmanes
La primera ministra británica, Theresa May, aclaró que "no está de acuerdo" con el veto impuesto por el presidente de EE. UU., Donald Trump, a la entrada de ciudadanos de varios países musulmanes.
La cadena estadounidense Starbucks ofrecerá trabajo a los afectados por el decreto del presidente Donald Trump contra refugiados y ciudadanos de siete países mayoritariamente musulmanes, que consideran “contrario al sueño americano”.Starbucks planea contratar en los próximos cinco años a 10 000 refugiados en los 75 países en los que tiene presencia, según se comprometió por escrito el presidente de la compañía, Howard Schultz.
Una petición con la que se intenta impedir una posible visita oficial del presidente de EE. UU., Donald Trump, al Reino Unido este año, ha conseguido reunir ya más de 80 000 firmas. La solicitud, que ha sido colgada en una página web de peticiones al Gobierno y al Parlamento, indica que debe autorizarse su entrada en el Reino Unido en calidad de jefe del Gobierno de EE. UU.; ya que "no debería ser invitado a hacer una visita de Estado porque provocaría una situación de vergüenza a Su Majestad la Reina".Dicha solicitud, que si supera las 100 000 firmas deberá ser llevada a debate por los diputados en el Parlamento, fue colgada ante la controversia causada por Trump al imponer nuevas medidas migratorias que veta el ingreso en EE. UU. de ciudadanos de varios países con población musulmana.
Brian Chesky han condenado y criticado el decreto inmigratorio de Donald Trump. Ahora, el CEO de Airbnb está ofreciendo hospedaje gratuito para las personas que han quedado varadas como resultado.
Grandes empresas estadounidense se alinean contra el veto migratorio de Donald Trump
El Alto Comisionado de Naciones Unidas para los Derechos Humanos, el jordano Zeid Ra'ad Al Hussein, condenó el decreto antiinmigración firmado por el presidente estadounidense Donald Trump, que calificó de ilegal y "mezquino"."La discriminación por el único motivo de la nacionalidad está prohibida por la ley de derechos humanos", afirmó Zied en un tuit, considerando que "el veto estadounidense es también mezquino y malgasta recursos necesarios para luchar debidamente contra el terrorismo".
La Organización de Cooperación Islámica (OCI), con 57 Estados miembros, criticó este lunes el decreto antiinmigración del presidente estadounidense Donald Trump, al estimar que alienta "el extremismo" y "el terrorismo".
El ministro holandés de Exteriores, Bert Koenders, exigió hoy "una explicación y clarificación" de la decisión del presidente de EE. UU., Donald Trump, de cerrar la frontera a ciudadanos de siete países de mayoría musulmana, y advirtió de que tomarán "las medidas necesarias" en el marco de la Unión Europea.
En España, el responsable de Política Exterior y Unión Europea (UE) de la Comisión Gestora del PSOE, Ricardo Cortés, ha urgido este lunes al presidente del Gobierno, Mariano Rajoy, una respuesta "firme" y "responsable" contra el "incumplimiento" de la legalidad y internacional y el "ataque" de los Derechos Humanos por parte del mandatario estadounidense, Donald Trump. "El silencio es cómplice", ha llegado a decir.En los pasillos del Congreso, el socialista cántabro considera "inconcebible" que Trump quiera cumplir "de la A a la Z" su programa electoral, aunque eso signifique ir en contra de la legalidad internacional y vulnerar los Derechos Humanos, algo que un Estado de Derecho como España "no puede aceptar".
Entre llamadas que reclaman expulsar a los estadounidenses residentes en Irak, el Gobierno de Haidar al Abadi trata de mantener los cauces abiertos. Su ejecutivo ha pedido este lunes al presidente estadounidense Donald Trump que reconsidere la "decisión equivocada" de vetar la entrada de ciudadanos de siete países de mayoría musulmana, entre ellos, Irak, poco antes de que el Parlamento iraquí aprobara aplicar el principio de reciprocidad.El influyente clérigo chií Muqtada al Sadr se ha sumado también a la repulsa. "Entráis en Irak y otros países con total libertad y ahora impedís a los demás que entren en vuestro país", recriminó este domingo tras condenar "la arrogancia" de Washington y pedir la expulsión de los estadounidenses.

### Protestas en aeropuertos
Entre gritos de “Déjenles entrar” y “No al muro, no al veto”, decenas de personas protestaron desde el mediodía del sábado 28 de enero, en varios aeropuertos de Estados Unidos contra la orden del presidente Donald Trump que veta la entrada a refugiados e inmigrantes de siete países musulmanes. La aplicación automática de ese decreto ha provocado, en apenas unas horas, la detención de decenas de personas y ha desatado una crisis tanto en EE. UU. como en los diferentes lugares desde donde viajaban.

### Protestas en grandes ciudades
Decenas de miles de manifestantes han salido a las calles de las principales ciudades estadounidenses para expresar su rechazo a la orden ejecutiva del presidente Donald Trump que veta la entrada en el país a los ciudadanos de siete países de mayoría musulmana.

### Obama y respuestas de otros políticos estadounidenses
El expresidente estadounidense, Barack Obama, rompió el silencio  para apoyar las protestas contra la política migratoria del gobierno de Donald Trump y denunciar que detrás del veto a nacionales de siete países de mayoría musulmana persiste la discriminación por razones religiosas.
Los senadores John McCain y Lindsey Graham representantes de Arizona y Carolina del Sur respectivamente, criticaron la orden ejecutiva que prohíbe la llegada de viajeros procedentes de siete países de mayoría musulmana a Estados Unidos y dijeron que la falta de un adecuado análisis sobre las consecuencias de la medida llevaron a la confusión total en los aeropuertos del país. “Tememos que esta orden ejecutiva se convertirá en una herida auto-infligida en la lucha contra el terrorismo”, dijeron los senadores en su comunicado. El presidente Trump minimizó la crítica.

### Fiscales generales en contra
Los fiscales generales de 16 estados de EE. UU. condenaron el veto temporal a la entrada de refugiados y de ciudadanos de siete países de mayoría musulmana decretada por el presidente estadounidense, Donald Trump. Los fiscales, de estados como California, Nueva York y Pensilvania, remarcaron su "compromiso para garantizar que tan poca gente como sea posible sufra la situación caótica que (la orden de Trump) ha creado". "Como los máximos responsables legales de más de 130 millones de estadounidenses y residentes extranjeros en nuestros estados, condenamos la orden ejecutiva inconstitucional, antiestadounidense e ilegal del presidente Trump", señalaron en un mensaje conjunto.
El fiscal general del estado de Washington, Bob Ferguson, anunció que el día 30 de enero de 2017 presentará una demanda contra la orden ejecutiva del presidente Donald Trump que restringe la entrada y permanencia en el país de los ciudadanos de siete países musulmanes.

### Diplomáticos estadounidenses en contra
Más de 100 diplomáticos estadounidenses han firmado un documento interno en el que protestan contra el veto temporal a la entrada al país de personas de siete naciones de mayoría musulmana, por considerar que será contraproducente en la lucha contra el terrorismo. En el documento, filtrado hoy a la prensa, numerosos funcionarios del servicio exterior expresan su oposición a la parte del decreto firmado este viernes por el presidente de Estados Unidos, Donald Trump, que prohíbe durante 90 días la entrada al país a los ciudadanos de Libia, Sudán, Somalia, Siria, Irak, Yemen e Irán.

## Despidos de Sally Yates y Daniel Ragsdale
El 31 de enero, Trump cesó a la fiscal general en funciones, Sally Yates, por negarse a aplicar la orden. También fue cesado el director en funciones de Aduanas y Protección Fronteriza de los EE. UU.

## Suspensión del Decreto Trump mediante Orden Judicial
El juez federal de Estados Unidos, James Robart, bloquea temporalmente la llamada prohibición de viajes a nivel nacional en espera de una Apelacion por parte del Gobierno federal de los Estados Unidos. El magistrado consideró que la medida dispuesta por el mandatario puede provocar un "daño irreparable". El fallo es de alcance nacional y tendrá vigencia hasta que se resuelva la cuestión de fondo. La presentación había sido efectuada por el fiscal general del estado de Washington, Bob Ferguson.
Un tribunal de apelaciones de Estados Unidos rechazó este domingo la petición del presidente Donald Trump para restaurar de inmediato el veto migratorio que impedía la entrada en el país de ciudadanos de siete países de mayoría musulmana, y pidió más argumentos antes de tomar una decisión definitiva sobre el tema.

### Fallo en contra de la orden ejecutiva y reacción presidencial
La Corte del Noveno Circuito de Apelaciones falló en contra del gobierno de Donald Trump y mantuvo la suspensión del decreto inmigratorio que ordenó un juez federal. La decisión fue unánime. Y Trump no tardó en responder, y lo hizo inicialmente en Twitter: "Nos vemos en la corte. ¡Está en juego la seguridad de la nación!".
El presidente, Donald Trump, aseguró ante periodistas que baraja varias opciones para sobreponerse al bloqueo de los tribunales a su veto migratorio a los refugiados y ciudadanos de siete naciones de mayoría musulmana, entre ellas emitir “un decreto totalmente nuevo”.